# Lars Gierveld
Lars Gierveld (Groenlo, 28 januari 1981) is een Nederlandse televisiemaker en ondernemer. Gierveld kreeg landelijke bekendheid nadat hij het programma RamBam presenteerde.
Gierveld studeert film- en televisiewetenschap aan de Universiteit van Amsterdam (drs.), en rondt daarna nog twee masters aan de Rijksuniversiteit van Groningen af: Radio- en televisiejournalistiek en Bedrijfskunde. Na zijn studies wordt hij geselecteerd voor de Nationale Denktank. Hij begint zijn professionele carrière daarna in 2007 als media-ondernemer. Hij bedenkt en ontwikkelt onder meer het NPO-platform Gezond24.
In 2013 gaat Gierveld als journalist en presentator aan de slag bij het satirisch journalistieke tv-programma Rambam van BNN-VARA en maakt daar in vijf jaar tijd bijna 60 afleveringen, waaronder over AstroTV en malafide Glazenwassers. Daarnaast maakt hij en presenteert hij Europa doe je zo, doet meerdere malen voor BNNVARA verslag van De Zwarte Cross en doet mee aan de Slimste Mens (3 rondes). In 2020 maakt hij voor RTL een documentaire over de cacao-industrie in West-Afrika. Samen met Ghanese boeren ontwikkelt hij een drankje van een restproduct van de cacaoproductie: het vruchtvlees dat normaalgesproken wordt weggegooid. Doordat Kumasi Drinks het sap verwerkt in haar frisdranken, verdienen in 2023 honderden boeren in Ghana extra inkomsten aan hun oogst.
In 2022 komt bioscoop-documentaire Zwarte Cross, vaak bu-j te bang die hij met regisseur Floor van der Kemp maakt uit, eerst landelijk in alle pathébioscopen en later op Videoland.